# Pokrajine Slovačke
Pokrajine Slovačke je administrativna podjela u Slovačkoj. Slovačka je na osam krajeva podjeljena 1996. godine. Svaki kraj podjeljene je na okruge, a svaki okrug na općine.
Kraj s najviše stanovnika je Prešovský kraj u kojem prema popisu stanovništva iz 2001. godine živi 798.596 stanovnika, dok je najmanji Trnavský kraj u kojem živi 	554.172 stanovnika.
Po površini najveći je 	Banskobystrický kraj koji se prostire na 9.454 km2, a najmanji je 	Bratislavský kraj koji se prostire na 2.052 km2.
| Broj. | Regija (Kraj)        | Stan.   | Površina (km²) | Gustoća |
| ----- | -------------------- | ------- | -------------- | ------- |
| 1     | Bratislavský kraj    | 603.699 | 2.053          | 294     |
| 2     | Trnavský kraj        | 554.172 | 4.172          | 132     |
| 3     | Trenčiansky kraj     | 600.386 | 4.502          | 133     |
| 4     | Nitriansky kraj      | 708.498 | 6.343          | 111     |
| 5     | Žilinský kraj        | 694.763 | 6.808          | 102     |
| 6     | Banskobystrický kraj | 657.119 | 9.454          | 69      |
| 7     | Prešovský kraj       | 798.596 | 8.974          | 89      |
| 8     | Košický kraj         | 771.947 | 6.751          | 114     |

- Glavni gradovi krajeva:

1. Bratislavský kraj (Bratislava )
2. Trnavský kraj (Trnava)
3. Trenčiansky kraj (Trenčín )
4. Nitriansky kraj (Nitra)
5. Žilinský kraj (Žilina )
6. Banskobystrický kraj (Banská Bystrica)
7. Prešovský kraj (Prešov)
8. Košický kraj (Košice )